# Pipor
Pipor war ein schwedisches Volumenmaß für Flüssigkeiten und entsprach der Pipe. Das Basismaß Kanna (Kanne) rechnete man mit 2,61719 Liter.
- 1 Pipor = 471,094 Liter

Die Maßkette war
- 2 Pipor = 1 Foder (Fuder) = 6 Am = 24 Ankere (Anker) = 360 Kannor[1]
- 2 Pipor = 4 Oxhufoud / Oxhuvud / Oxhoft